# Mariesmindefundet
Mariesmindefundet er er et meget rigt offerfund fra yngre bronzealder, der i 1862 blev fundet i Mariesminde Mose ved Rønninge på Fyn. Fundet er sammensat af et stort tohanket bronzekar, som indeholdt i alt 11 hele guldskåle. sådanne slags guldskåle kender man fra flere fund fra den yngre bronzealder i Danmark. Størstedelen af fund af sådanne guldskåle kendes fra Sønderjylland og øerne. I alt kendes der fra Danmark og Nordtyskland ca. 40 eksemplarer. Otte af guldskålene fra Mariesminde er forsynet med en høj, lodret hank, der foroven ender i et hestehoved. Denne hank er sandsynligt en senere tilføjelse til guldskålene, som nok ikke er fremstillet i det danske område, men fra et område af den centraleuropæiske bronzealderkultur.

## Bronzekarret
Bronzekarret fra Mariesminde er lavet ved hamring, det er dobbeltkonisk og sammennittet på midten. Dekorationen består af geometriske mønstre samt hjul og fuglehoveder udført ved hamring fra bagsiden. Et sidestykke til bronzekarret kendes fra Sverige, hvorimod tilsvarende eksemplarer er ukendte uden for Skandinavien.Teknikken og ornamenteringen peger imidlertid, ligesom de samtidige Veksøhjelme, på en oprindelse i Mellemeuropa. Navnlig i Vestungarn finder man i den såkaldte urnemarksperiode en rig produktion af metalkar, som i stort omfang eksporteredes til den nordiske bronzealderkultur. Karret kan formodes at være kommet med disse handelsvarer i begyndelsen af den yngre bronzealder.